# Schloss Sigharting

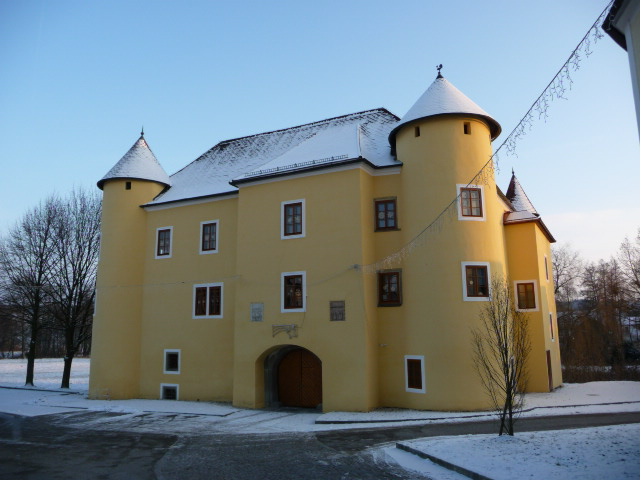
Schloss Sigharting von Norden

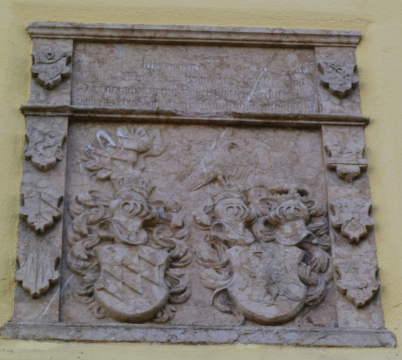
Wappen über dem Eingangsportal

Das Schloss Sigharting steht in der Gemeinde Sigharting im Innviertel in Oberösterreich. Das Schloss steht unter Denkmalschutz.

## Geschichte
Das Gebäude als Wasserschloss wurde 1570 von Hector von Pürching anstelle eines Vorgängerbaus als Hofmarkschloss errichtet und diente anfangs als Herrensitz der Hofmark Sigharting. Der Wassergraben wurde im 18. Jahrhundert wieder zugeschüttet. Nach dem Aussterben der Pürchinger kam das Schloss am 7. September 1639 an Graf Hans Adolph von Tattenbach auf St. Martin, der den Großteil des Mobiliars versteigern ließ. In der Folge beherbergte das Gebäude lediglich den herrschaftlichen Verwalter und Jäger. Im Jahr 1870 wurde das Schloss schließlich von der Gemeinde Sigharting um 3000 Gulden erworben, denn es wurden ab dem 19. Jahrhundert diverse Grundfunktionen des Ortes im Schloss untergebracht. So beherbergte es die Gemeindekanzlei von 1850 bis 1950, die Volksschule von 1837 bis 1970 und die Gendarmerie von 1936 bis 1950.
Von 1975 bis 1983 wurde das Gebäude mit Mitteln des Landes Oberösterreich und vom Bundesministerium für Wissenschaft und Forschung und durch Eigenleistungen vom Verein zur Förderung zeitgenössischer Kunst (CdB) in Linz renoviert.
Heute dient das Schloss als Heimatmuseum und als Kulturzentrum für verschiedenste Konzerte und Ausstellungen.

## Architektur
Der dreigeschoßige quadratische Vierkanthof hat ein Ausmaß von circa 23 × 23 Metern. Im Inneren befindet sich ein bemerkenswerter Arkadenhof, der auf zwei Stockwerken mit den Wappen der Herren von Pürching und deren Ehefrauen geschmückt ist. Die alten Holzdecken sind noch erhalten.